# 노동자전선 (스페인)
노동자전선(스페인어: Frente Obrero)은 스페인의 정치단체다. 공화주의와 연방주의를 내세우고 있다. 공산주의를 거부하는 대중전선을 자처하고 있으나 언론에서는 대개 이 정당을 공산주의 정당이라고 분류한다. 반수정주의 정당인 마르크스-레닌주의당 (공산주의 재건당)이 이 전선체에서 중요한 역할을 하고 있다.
2022년 6월 12일 제1차 총회에서 정당으로의 전환을 공식 의결했다.